# Condado de Barren
El condado de Barren o en inglés Barren County, fundado en 1799, es un condado en el estado estadounidense de Kentucky. En el año 2000 tenía una población de 38 033 habitantes. La sede del condado es  Glasgow. En 2007 el Condado de Barren fue nombrado el "mejor lugar para vivir en zonas rurales de América" por la Progressive Farmer Magazine.